# In the Current
In the Current è il secondo album di Bill Mumy pubblicato nel 1999.

## Tracce
1. Lost in Babylon – 3:39
2. Angel's Observation – 4:25
3. I'll Walk the Walk – 4:41
4. The Climb – 3:23
5. We Could Use a Little Something – 4:20
6. In the Current – 3:52
7. It's Not the Same – 3:00
8. Needed to Let You Know – 2:53
9. How I Loved My Girlfriend – 4:21
10. Stronger Than Gravity – 3:47
11. Can't Win This Game – 4:34
12. I Don't Know You – 3:10
13. Halfway Home – 5:08
14. To Nicolette – 1:32